# Šetlandski ovčar
Šetlandski ovčar (angleško Shetland Sheepdog), znan tudi kot sheltie, je pasma pastirskih psov, ki izvira iz Shetlandskih otokov na Škotskem. Kennel Club ga je uradno priznal leta 1909. Prvotno se je imenoval Shetland Collie, vendar je to povzročilo polemike med takratnimi vzreditelji pasjih ovčarjev, zato je bilo ime spremenjeno. Je majhen pes, pameten, glasen, ustrežljiv in vreden zaupanja.
Tako kot šetlandski poni, šetlandsko govedo in šetlandska ovca je šetlandski ovčar trdoživa majhna pasma, ki je bila razvita za uspevanje v težkih in skromnih razmerah svojih domačih otokov. Medtem ko je Sheltie še vedno odličen pri pastirstvu, ga danes pogosto gojijo kot delovnega psa in/ali družinskega ljubljenčka.
Izvor Sheltieja je nejasen, vendar ni neposredni potomec ovčarja Rough Collie, ki mu je zelo podoben. Namesto tega je Sheltie potomec majhnih primerkov škotskega ovčarja (angleško Scotch Collie) in španjela kralja Charlesa. Prvotno so bili majhni psi mešane pasme, pogosto le približno 20 do 30 centimetrov plečne višine, in domneva se, da so bili prvotni šetlandski pastirski psi pasme špic in so bili križani s škotskimi ovčarji s celinske Britanije. V zgodnjem 20. stoletju je James Loggie dodal majhnega škotskega ovčarja k vzrejni skupini in pomagal vzpostaviti pasmo, ki je postala moderni šetlandski ovčar.